# Fuerte de esclavitud

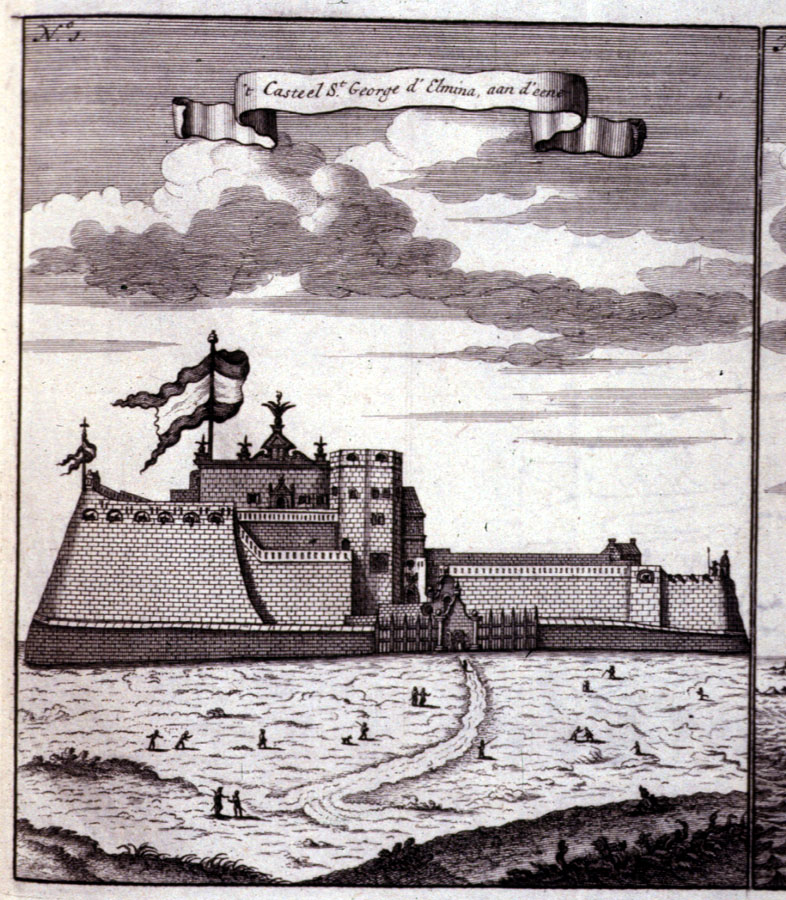
Castillo de Elmina, Ghana

Un fuerte o castillo de esclavitud era una clase de fortificación en donde las víctimas de la esclavización pudieran ser encarceladas, además de ser un lugar defendible en caso de un ataque externo. Los fuertes de esclavitud eran fábricas militarizadas (puestos comerciales) edificados a lo largo de la costa africana, en lugares donde el comercio de esclavos jugó un papel económico importante. Estos fuertes fueron construidos por organizaciones de nueve países europeos, ya sea por el estado o empresas autorizadas.

## Orígenes portugueses
En el año 1441 Enrique el Navegante inició la exploración portuguesa de la costa africana. Con naves nuevas, las carabelas, los exploradores portugueses pudieron navegar el mar abierto hacia el sur a lo largo de la costa. En sus exploraciones, el navegante repetidamente secuestró a africanos, sobre todo bereberes, que fueron vendidos en mercados de esclavos en Lisboa. Nuno Tristão y Gonçalo de Sintra exploraron más hacia el sur, hasta la bahía de Arguin, donde los portugueses establecieron un puesto comercial en la isla de Arguin. Enrique mandó construir allí la primera feitoria o fábrica en 1448, y también hay constancia de que el rey Afonso V también mandó construir un fuerte en 1462.
El castillo de Elmina fue construido en el año 1482 en la actual Elmina, Ghana (país anteriormente la Costa de Oro británica). Fue el primero de varios fuertes de esclavitud construidos por europeos a lo largo de la costa meridional de África Occidental. Juan II de Portugal decidió construir el fuerte poco después de asumir al trono portugués. Mandó a Diogo de Azambuja con un fuerte prefabricado en forma de kit y 600 hombres para establecer el fuerte, que sería el primer edificio europeo prefabricado en el África subsahariana. Esto resultó útil ya que los pueblos originarios no quisieron que los portugueses construyeran el fuerte, a pesar del éxito inicial de Azambuja en algunos negocios. : 93 